# Massilia yuzhufengensis
Massilia yuzhufengensis es una bacteria gramnegativa del género Massilia. Fue descrita en el año 2013. Su etimología hace referencia al glaciar Yuzhufeng, en la meseta tibetana, China. Es aerobia y móvil por flagelo polar. Tiene un tamaño de 0,7-1 μm de ancho por 2,3-2,7 μm de largo. Forma colonias lisas, convexas, opacas, redondas y amarillas en agar R2A tras 2-3 días de incubación. Temperatura de crecimiento entre 2-35 °C, óptima de 25 °C. Catalasa positiva y oxidasa negativa. Tiene un contenido de G+C de 65,7%. Se ha aislado del glaciar Yuzhufeng a 119 metros de profundidad, en la meseta tibetana, China. 